# Провулок Васнецова (Київ)
Прову́лок Васнецо́ва — зниклий провулок, що існував у Дарницькому, нині Дніпровському районі міста Києва, місцевість Стара Дарниця. Пролягав від вулиці Азербайджанської (на той час — вулиця Бакинських Комісарів) до Гродненської вулиці. 

## Історія
Провулок виник у 30-х роках XX століття під назвою (4-й) Безіменний. Назву провулок Васнецова, на честь російського художника Віктора Васнецова, набув 1955 року. 
Ліквідований у зв'язку зі знесенням малоповерхової забудови 1977 року.